# بترا فيلكه
بترا ميير فيلكه، لاعبة رياضية وبطلة أولمبية ألمانية سابقة تخصص سباقات المضمار والميدان، كانت تمثّل ألمانيا الشرقية في المحافل الدولية.
تدرّبت مع روث فوتش في نادي جينا سبورت للسيارات. بعدما اعتزلت فوتش الرياضة كمهنة، أخذت بترا زمام المبادرة في مجال رمي الرمح. كانت أولى إنجازاتها في بطولة ألمانيا الشرقية لألعاب القوى عام 1978 عندما حلّت في المركز الثالث، كما حصلت على نفس المركز في بطولة عام 1981. في 1982 و1983، حلت في المركز الثاني، أما في الأعوام من 1984 وحتى 1989 فقد حصلت على الميدالية الذهبية.
في 9 أيلول (سبتمبر) 1988، أصبحت أول امرأة في العالم ترمي الرمح إلى مسافة أبعد من 80 متراً. أي أن الرقم القياسي العالمي قاس 80 متراً على وجه التحديد. كانت القوانين المعمول بها في ذلك الحين تنص على وجوب تقريب الرقم إلى أقرب عدد، لذا فمن المؤكد أن الرقم الذي سجلته كان أبعد من 80 متراً.
أول رقم قياسي عالمي سجلته كان في 4 تموز (يوليو) 1985 في شفيرين، حيث سجلت مسافة 75.26 متر. أما الرقم الثاني فقد سجلته في 29 تموز (يوليو) 1987 في لايبزيغ عندما رمت لمسافة 78.90 متر. في الألعاب الأولمبية الصيفية 1988 في سيؤول، فازت بالميدالية الذهبية متقدمة على فاطمة ويتبريد (فضية) من بريطانيا وعلى بيته كوخ (برونزية) من ألمانيا الشرقية.